# Laccophilus pictipennis
Laccophilus pictipennis är en skalbaggsart som beskrevs av Sharp 1882. Laccophilus pictipennis ingår i släktet Laccophilus och familjen dykare. Inga underarter finns listade i Catalogue of Life.